# Мах-Катынъёган
Мах-Катынъёган (устар. Мах-Катын-Еган) — река в России, протекает по Нижневартовскому району Ханты-Мансийского АО Устье реки находится в 58 км по правому берегу реки Оккынъёган. Длина реки составляет 34 км.

## Данные водного реестра
По данным государственного водного реестра России относится к Верхнеобскому бассейновому округу, водохозяйственный участок реки — Вах, речной подбассейн реки — бассейн притоков (Верхней) Оби от Васюгана до Ваха. Речной бассейн реки — (Верхняя) Обь до впадения Иртыша.
Код объекта в государственном водном реестре — 13011000112115200038330.

### Притоки (км от устья)
- 13 км: река Чирковая (пр.)